# کوه لوکاوت
کوه لوکاوت (به انگلیسی: Lookout Mountain) یک کوه در ایالات متحده آمریکا است که در شهرستان اسکجیت، واشینگتن واقع شده‌است. کوه لوکاوت ۱٬۷۳۷٫۰۸ متر بالاتر از سطح دریا واقع شده‌است.